# Фонтенај (Сена и Марна)
Фонтенај (фр. Fontenailles) је насељено место у Француској у региону Париски регион, у департману Сена и Марна.
По подацима из 2011. године у општини је живело 1062 становника, а густина насељености је износила 38,7 становника/km².

## Демографија
| 1962. | 1968. | 1975. | 1982. | 1990. | 2011. |
| ----- | ----- | ----- | ----- | ----- | ----- |
| 411   | 448   | 495   | 640   | 773   | 1.062 |